# Vladimir Golubev
Vladimir Vasilievich Golubev (em russo:  Владимир Васильевич Голубев; Sergiev Posad, 3 de dezembro de 1884 – Moscou, 4 de dezembro de 1954) foi um matemático russo, que trabalhou principalmente com análise complexa.
Golubev foi aluno de Dmitri Egorov na Universidade Estatal de Moscou. Foi professor da Universidade Estatal de Saratov desde sua fundação em 1917 até 1930. Foi depois professor da Universidade Estatal de Moscou, onde foi de 1933 a 1935 e de 1944 a 1952 decano da Faculdade de Matemática e Mecânica.
Em 1934 foi eleito membro correspondente da Academia de Ciências da União Soviética. Recebeu três vezes a Ordem da Estrela Vermelha (1936, 1944, 1945), a Ordem da Bandeira Vermelha do Trabalho (1944) e a Ordem de Lenin (1953).

## Obras
- Lectures on integration of the equations of motion of a rigid body about a fixed point. Edição em inglês Moscou 1953, Jerusalém 1960
- Vorlesungen über Differentialgleichungen im Komplexen (= Hochschulbücher für Mathematik. Volume 43). Deutscher Verlag der Wissenschaften, Berlim 1958 (original russo 1950).